# Chambre des députés (Italie)
Pour les autres articles nationaux ou selon les autres juridictions, voir Chambre des députés.
XIXe législature
Assemblée constituante
Palais Montecitorio
La Chambre des députés (en italien : Camera dei deputati) est la chambre basse du Parlement italien. Ses 400 membres sont élus par les citoyens pour une législature de cinq ans au suffrage universel direct, tout comme le Sénat de la République qui dispose des mêmes prérogatives, l'Italie ayant pour cadre parlementaire un bicamérisme paritaire — dit en Italie « bicamérisme parfait » — accordant aux deux chambres les mêmes prérogatives. 
Les précédents hémicycles de la Chambre se trouvaient au sein du palais Carignan à Turin (1861-1865), puis au palais Vecchio à Florence (1865-1871). Depuis 1871, la Chambre siège au palais Montecitorio à Rome, devenue capitale du pays. De 1939 à 1943, durant le régime fasciste, elle porte le nom de « Chambre des Faisceaux et des Corporations ».
Sous la XIXe législature, la majorité parlementaire est composée des Frères d'Italie (FdI), de la Ligue et de Forza Italia. Depuis le 14 octobre 2022, le président de la Chambre des députés est Lorenzo Fontana, membre de la Ligue.

## Compétences de la Chambre
L'article 56 de la Constitution italienne du 27 décembre 1947, entrée en vigueur le 1er janvier 1948, prévoit que le Parlement italien est composé de deux chambres : la Chambre des députés (Camera dei deputati) et le Sénat de la République (Senato della Repubblica), auxquelles la Constitution attribue des pouvoirs identiques, en vertu du principe de bicamérisme paritaire voulu par les constituants.
Pour résumer, les principales fonctions attribuées aux deux Chambres sont :
- la révision constitutionnelle (article 138) ;
- la fonction législative (article 70 et suivants) ;
- la fonction de choix politique qui s'exprime à travers la confiance ou la défiance au gouvernement (article 94) mais également au travers des motions, résolutions et ordres du jour, adoptés par le Parlement ;
- la fonction de contrôle de l'exécutif qui se concrétise moyennant les actes d'enquêtes (interrogations, questions, motions).

Selon l'article 82 de la constitution, chaque Chambre peut décider d'enquêtes sur des matières d'intérêt public, en nommant des commissions ad hoc (y compris bicamérales), avec les mêmes pouvoirs que l'autorité judiciaire.

### Session conjointe
Les Chambres doivent se réunir en session conjointe, auquel cas celle-ci est présidée par le président de la Chambre des députés, dans le cadre de certaines fonctions particulières :
- l'élection du président de la République, à laquelle participent également les délégués régionaux (art. 83) ;
- l'éventuelle mise en état d'accusation dudit président, pour des crimes de haute trahison ou d'attentat à la constitution (art. 90) ;
- l'acceptation du serment de fidélité à la République et du respect de la Constitution, du chef de l'État, avant qu'il n'entre en fonctions (art. 91) ;
- l'élection d'un tiers des juges constitutionnels (art. 135) ainsi qu'un tiers des composants du Conseil supérieur de la magistrature (art. 104).

## Système électoral
La Chambre des députés, comme le Sénat, est élue au suffrage universel, direct et secret pour une durée de cinq ans, à moins d'une dissolution anticipée des chambres ou d'une seule par le président de la République. Le système utilisé est celui de la loi Rosatellum bis. 
Il s'agit d'un système mixte parallèle : sur les 400 sièges à pourvoir, 147 sont pourvus au scrutin uninominal majoritaire à un tour tandis que 245 le sont au scrutin proportionnel plurinominal avec listes bloquées, sans panachage ni vote préférentiel. Enfin, 8 le sont par les Italiens vivant à l'étranger selon un système proportionnel distinct, avec vote préférentiel. Le total de 400 sièges ainsi que le nombre de sièges de la diaspora sont fixés par l'article 56 de la constitution, et donc particulièrement difficiles à modifier. Le nombre de sièges par mode de scrutin est quant à lui fixé par l'application de ratios définis dans la loi électorale. Sur les 392 sièges restants pourvus en Italie, le nombre de sièges au scrutin majoritaire correspond ainsi à trois huitièmes, et le nombre de sièges à la proportionnelle à cinq huitièmes.
La répartition des sièges à la proportionnelle se fait selon la méthode D'Hondt avec un seuil électoral de 3 % des suffrages au niveau national. Dans le cas de coalitions de partis, le seuil est relevé à 10 %, mais les coalitions le franchissant voient les partis les composant obtenir des sièges à partir de 1 % des suffrages.
Ce système est donc presque exactement le même pour la chambre haute comme la chambre basse, hormis que le nombre total de sénateurs est de 315 contre le double de députés à la chambre basse. Jusqu'en 2021, les sénateurs devaient également être âgés d'au moins quarante ans pour être candidats, contre 25 ans minimum pour les députés. De même, l'âge auquel les citoyens pouvaient participer aux élections des deux chambres n'était pas le même. Si l'ensemble des inscrits âgés de plus de 18 ans pouvaient voter pour les élections de la Chambre des députés, seuls ceux de plus de 25 ans le pouvaient pour les sénatoriales,. Ces différences d'âges sont supprimées par un amendement constitutionnel dont le projet initié en 2019 est finalement mené à bien à l'été 2021.
Résumé graphique 
| Chambre des députés                                     |                 |        |      |
| Italie Projet d'amendement constitutionnel Chambre 2020 |                 |        |      |
| Méthode                                                 | Méthode         | Sièges | %    |
|                                                         | Uninominal      | 147    | 37 % |
|                                                         | Proportionnelle | 245    | 61 % |
|                                                         | Expatriés       | 8      | 2 %  |

### Répartition avant la réduction
Avant l'amendement constitutionnel italien de 2020 sur la réduction du nombre de parlementaires approuvé par référendum les 20 et 21 septembre 2020, le total des sièges était de 630 répartis en 232 sièges au scrutin majoritaire, 386 à la proportionnelle, et 12 sièges pour les Italiens de l'étranger.

### Historique

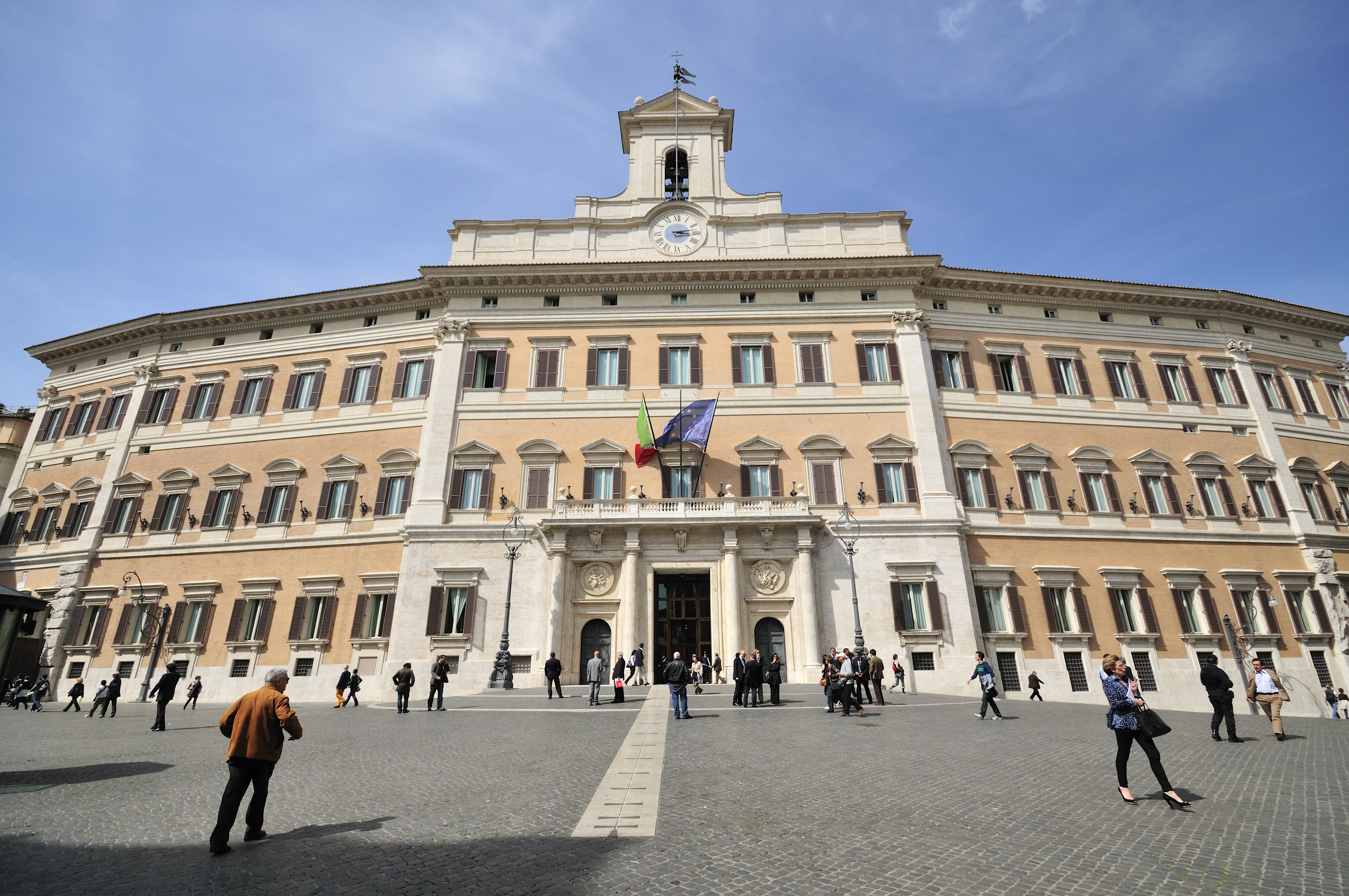
Le palais Montecitorio, lieu de réunion de la chambre des députés

#### De 1993 à 2005
Avec la loi no 277 du 4 août 1993, abrogée en 2005, à la veille des élections d'avril 2006, c'était un système mixte, en partie majoritaire (3/4), en partie proportionnel (1/4), qui avait été adopté. Il avait été baptisé, par le plus célèbre politologue italien, Giovanni Sartori, le Mattarellum, avec un double renvoi, un évident au rapporteur de la loi, Sergio Mattarella, l'autre au possible calembour sur le mot italien matto (fou), mattarello (petit fou), qui sied, selon Sartori, à cette loi mal conçue, riche en mécanismes pervers et contradictoires, et qui rend difficile et peu lisible l'attribution des sièges.
475 députés (sur 630), soit un peu plus que les trois quarts (75 %), étaient élus avec le système majoritaire dans 475 collèges électoraux uninominaux tandis que 155, soit un peu moins qu'un quart (25 %), sont élus selon la proportionnelle, en les répartissant selon les votes reçus par des listes concurrentes, présentées dans vingt-six circonscriptions électorales différentes (qui ne correspondent ni aux régions d'Italie (20), ni aux provinces).
Les modalités de vote sont également différentes de celles du Sénat de la République parce que l'électeur exprime deux votes sur deux bulletins de vote différents, un pour les candidats des collèges uninominaux et un pour les listes élues à la proportionnelle.
Si les candidatures sont présentées soit dans les collèges (scrutin plurinominal majoritaire), soit dans les circonscriptions (à la proportionnelle), il existe des liens entre les deux modes de scrutin, puisque les candidats des collèges doivent être nécessairement liés aux listes de la proportionnelle de leur circonscription (et peuvent même, dans certains cas, être élus sur des listes à la proportionnelle en sus d'une élection dans leur collège). Les listes, quant à elles, participent à la répartition des sièges seulement après avoir supporté une espèce de péage pour chaque député élu selon le système majoritaire (c'est ce qui s'appelle, en italien, le scorporo).
Pour le système majoritaire, est proclamé élu dans chaque collège, le candidat qui a obtenu le plus de votes. Si un siège devient vacant, quelle qu'en soit la raison (démission, décès, etc.), on procède à une élection partielle.
D'un point de vue technique et pratique, la répartition des 155 sièges à la proportionnelle, selon le système dit du scorporo, est plutôt complexe. La répartition des sièges entre les différentes listes est effectuée au niveau national, en ajoutant les votes obtenus dans chaque circonscription. Une fois établi le nombre de sièges à attribuer à chaque liste, il faut encore déterminer les candidats de chaque liste qui sont effectivement élus dans les circonscriptions. Toutes les listes ne sont pas admises à la répartition proportionnelle, seulement celles qui ont obtenu, pour la totalité du territoire italien, au moins 4 % des votes valables (c'est la « clause de barrage »).
Les différentes phases de la répartition des sièges élus à la proportionnelle sont les suivantes :
- détermination des listes qui ont dépassé le seuil de 4 % au niveau national ;
- détermination du total des votes obtenus par chaque liste, au niveau national et au niveau des circonscriptions, total appelé cifra elettorale di lista (chiffre électoral de liste, CEN). Ce chiffre est donné par la différence entre les votes obtenus par la liste et ceux qui doivent lui être retirés en raison du scorporo ;
- détermination, sur une base nationale, du nombre des sièges attribués à chacune des listes admises à la répartition. Les calculs établis en fonction des chiffres électoraux de liste, conduisent à répartir tous les 155 sièges selon la proportion des votes attribués à chaque selon, selon la méthode des quotients entiers et des plus forts restes[pas clair] ;
- répartition au sein des différentes circonscriptions des sièges attribués aux différentes listes, en fonction du total attribué à l'échelon national. Cette répartition demande des opérations assez délicates de calcul afin que chaque liste ait des élus dans les circonscriptions où elle a obtenu le plus de votes et que le nombre des élus dans chaque circonscription soit égal à celui des sièges attribués à la proportionnelle dans ladite circonscription ;
- proclamation des candidats élus dans chacune des circonscriptions, selon l'ordre fixé par chaque liste et, si la liste est épuisée, selon le classement des candidats reliés à cette même liste qui n'ont pas été déjà élus au scrutin majoritaire uninominal.

En raison du caractère complexe de ce système, il a été impossible de désigner les vainqueurs de 11 sièges de députés en 2001 (puisqu'au début de la XIVe législature, avaient été élus, à plusieurs reprises, sept députés de la liste Forza Italia (Silvio Berlusconi, Cesare Previti, Paolo Russo et Claudio Scajola), dont 4 élus concomitamment dans un collège uninominal et une ou plusieurs circonscriptions à la proportionnelle et 3 élus dans plusieurs circonscriptions à la proportionnelle (dont Giulio Tremonti). À ces députés correspondaient, au total, 11 sièges non pourvus et qui ne peuvent pas l'être par des élections partielles).
En raison de la création de la circonscription des Italiens à l'étranger (Estero) pendant la XIVe législature, 12 députés seront élus dans les 4 collèges de cette circonscription.
Au cours de la XVe législature, aux 475 députés élus avec le scrutin majoritaire s'ajouteront 143 députés élus selon le scrutin proportionnel et 12 députés élus dans la circonscription Estero selon les modalités établies par la loi no 459 de 2001 et par le règlement subséquent (D.P.R. no 104 de 2003).

#### De 2005 à 2015
Faisant suite à un référendum abrogatif, le système électoral de la Chambre a été profondément modifié en 1994 (auparavant, le système en vigueur était celui de la proportionnelle intégrale, rétabli en 2005). Le système utilisé à partir de 2005 et les élections de 2006 (loi électorale italienne de 2005), rétablit la proportionnelle intégrale, par listes bloquées apparentées (coalisées mais pouvant aussi se présenter non coalisées) choisies uniquement par les appareils des partis, avec une prime de majorité qui permet à la coalition majoritaire de disposer d'au moins 340 députés (la circonscription de la diaspora, nouvellement créée, n'entre pas dans ce dispositif de prime). Ce système est baptisé Porcellum, le ministre Roberto Calderoli qui l'a signé et soumis au Parlement l'ayant immédiatement qualifié de « porcata » (porcherie) dès avant sa première application. Un second référendum abrogatif, ayant obtenu un vaste succès d'opinion en 2010, la loi aurait dû être soumise, après avis de la Cour constitutionnelle de la République italienne, au vote des Italiens au cours du premier trimestre 2012, à moins que le Parlement ne vote une loi dans ce domaine.
Mais ni la Cour, ni le Parlement n'ont fait changer cette loi, généralement considérée comme néfaste et qui peut aboutir à un parlement minoritaire.

## Présidence
Le président de la Chambre des députés (Presidente della Camera dei deputati) est élu par ses pairs à la majorité des deux tiers de l'Assemblée. C'est le troisième personnage de la République, suivant le président de la République et le président du Sénat de la République. Il préside les séances et les débats parlementaires et dispose d'un droit de regard sur le budget de la Chambre. Bien que pouvant être membre d'une formation politique, il doit être considéré comme étant impartial et droit.
Le président de la Chambre, représentant de l'institution en Italie comme à l'étranger, est le responsable des relations entre la Chambre et les Parlements étrangers. 
Depuis le 14 octobre 2022, le député Lorenzo Fontana, appartenant à la Ligue, assume la présidence de l'institution ; il est élu avec 222 voix sur 392 votants.

### Composition du bureau
| Fonction        | Titulaire | Titulaire                   | Groupe           | Depuis le       |
| --------------- | --------- | --------------------------- | ---------------- | --------------- |
| Président       |           | Lorenzo Fontana             | FdI              | 14 octobre 2022 |
| Vice-présidents |           | Fabio Rampelli              | FdI              | 19 octobre 2022 |
| Vice-présidents |           | Giorgio Mulé                | FI-PPE           | 19 octobre 2022 |
| Vice-présidents |           | Anna Ascani                 | PD-IDP           | 19 octobre 2022 |
| Vice-présidents |           | Sergio Costa                | M5S              | 19 octobre 2022 |
| Questeurs       |           | Paolo Trancassini           | FdI              | 19 octobre 2022 |
| Questeurs       |           | Alessandro Manuel Benvenuto | Lega             | 19 octobre 2022 |
| Questeurs       |           | Filippo Scerra              | M5S              | 19 octobre 2022 |
| Secrétaires     |           | Fabrizio Cecchetti          | Lega             | 19 octobre 2022 |
| Secrétaires     |           | Giovanni Donzelli           | FdI              | 19 octobre 2022 |
| Secrétaires     |           | Riccardo Zucconi            | FdI              | 19 octobre 2022 |
| Secrétaires     |           | Annirita Patriarca          | FI-PPE           | 19 octobre 2022 |
| Secrétaires     |           | Gilda Sportiello            | M5S              | 19 octobre 2022 |
| Secrétaires     |           | Roberto Traversi            | M5S              | 19 octobre 2022 |
| Secrétaires     |           | Filiberto Zaratti           | AVS              | 26 octobre 2022 |
| Secrétaires     |           | Roberto Giachetti           | IV-C-RE          | 26 octobre 2022 |
| Secrétaires     |           | Alessandro Colucci          | NM(N-C-U-I)MA-CP | 8 novembre 2022 |
| Secrétaires     |           | Benedetto Della Vedova      | Mixte / +Eu      | 8 novembre 2022 |
| Secrétaires     |           | Maria Carolina Varchi       | FdI              | 20 juin 2023    |
| Secrétaires     |           | Stefano Vacarri             | PD-IDP           | 20 juin 2023    |
| Secrétaires     |           | Francesco Battistoni        | FI-PPE           | 17 janvier 2024 |
| Secrétaires     |           | Antonio D'Alesso            | AZ-PER-RE        | 3 octobre 2024  |

## Groupes parlementaires
Au 3 janvier 2025 les députés sont répartis en groupes politiques de la manière suivante:
| Composition de la Chambre des députés de la XIXe législature. | |                 | |         |                     |
| Groupe                                                        | Groupe                                                                                                  | Groupe          | Positionnement idéologique                                                                                     | Membres | Président           |
|                                                               | Frères d'Italie                                                                                         | FdI             | Extrême droite Nationalisme, National-conservatisme, Euroscepticisme                                           | 117     | Galeazzo Bignami    |
|                                                               | Parti démocrate - Italie démocrate et progressiste                                                      | PD-IDP          | Centre gauche Social-démocratie, social-libéralisme, Gauche chrétienne, Progressisme, Europhilie               | 70      | Chiara Braga        |
|                                                               | Ligue-Salvini Premier                                                                                   | Lega            | Extrême droite Fédéralisme, Nationalisme, populisme de droite, Euroscepticisme,opposition à l'immigration      | 65      | Riccardo Molinari   |
|                                                               | Mouvement 5 étoiles                                                                                     | M5S             | Attrape-tout Démocratie directe, Populisme, Justice sociale, Écologie politique, Decroissance, Euroscepticisme | 50      | Francesco Silvestri |
|                                                               | Forza Italia-Berlusconi Président-PPE                                                                   | FI-PPE          | Centre droit à Droite Libéral-conservatisme, Libéralisme, Démocratie chrétienne                                | 48      | Paolo Barelli       |
|                                                               | Action-Réformateurs européens populaires-Renew Europe                                                   | AZ-PER-RE       | Centre Libéralisme, Troisième voie, Europhilie                                                                 | 10      | Matteo Richetti     |
|                                                               | Alliance verts et gauche                                                                                | AVS             | Gauche Écosocialisme, Écologisme, Social-démocratie                                                            | 10      | Luana Zanella       |
|                                                               | Nous, modérés (Nous avec l'Italie – Coraggio Italia – UCD – Italie au Centre) - MAIE - Centre populaire | NM(N-C-U-I)M-CP | Centre droit Conservatisme libéral, Démocratie chrétienne                                                      | 10      | Maurizio Lupi       |
|                                                               | Italia Viva-Le Centre-Renew Europe                                                                      | IV-C-RE         | Centre Libéralisme, Réformisme, Europhilie                                                                     | 7       | Davide Faraone      |
|                                                               | Groupe mixte                                                                                            | Mixte           | – | 13      | Manfred Schullian   |
| Sièges vacants                                                | Sièges vacants                                                                                          | Sièges vacants  | Sièges vacants                                                                                                 | 0       | –                   |
| Total                                                         | Total                                                                                                   | Total           | Total | 400     | –                   |